# Licinius
Licinius (egl. Valerius Licinianus Licinius), ca. 265-324 eller 325, romersk kejser i øst 308-323.
Licinius var officer af dakisk afstamning og som flere andre af tetrarkiets kejsere af bondefamilie. Han stod Galerius nær og deltog i dennes felttog, men trådte først frem i politik under tronstriden, hvor han 308 blev gjort til overkejser i vest som afløser for kejser Valerius Severus, der var blevet henrettet af Maximian Herculius' familie. I praksis overlod Licinius dog denne herredømmet i vest og koncentrerede sig om de forasiatiske provinser, hvor han med dygtighed bekæmpede perserne og sine indenrigske rivaler. 
I de følgende år kæmpede han sig op som østrigets dominerende hersker, ganske som Konstantin 1. den Store blev det i vest. Efter Galerius’ død 311 udmanøvrerede Licinius dennes nevø Maximinus II Daza militært og stod 314 som enekejser i øst. Han søgte i denne periode samarbejde med Konstantin, støttede officielt dennes tolerancepolitik mod de kristne og giftede sig med hans søster.
314-323 deltes Licinius med Konstantin om herredømmet i riget. Det blev dog ikke noget harmonisk samarbejde; allerede 316-17 kom det til mindre grænsestridigheder, hvor Licinius måtte gøre indrømmelser og afstå landområder. Omkring 320 slog han ind på en antikristen kurs, hvad der forværrede forholdet til svogeren. Omsider kom det 323-24 til et endeligt militært opgør: Licinius’ hær blev slået ved Adrianopel og Krysopolis (juli og september 324), og han overgav sig mod at blive skånet, men blev alligevel hængt året efter sammen med sin søn. Omstændighederne er dunkle, men den officielle grund var, at han havde foretaget konspirationer, som ikke var omfattet af den tidligere benådning.
Licinius har fået et mørkt eftermæle som en brutal og fordrukken voldshersker. Meget af dette skyldes uden tvivl sejrherren Konstantin, selv om flere af hans handlinger (bl.a. henrettelsen af Diocletians hustru og datter) understøtter påstandene. Derimod synes han at have været en betydelig militær begavelse.